# Andrew Pritchard
Andrew Pritchard (Hackney, 14 dicembre 1804 – Highbury, 24 novembre 1882) è stato un naturalista e ottico inglese.
Risulta attivo a Londra a Fleet Street dal 1838 al 1854. Produsse strumenti ottici, apportò innovazioni sui microscopi e pubblicò numerose opere su metalli e organismi da lui studiati.

## Biografia

### La giovinezza (1804-1829)
Nasce il 14 dicembre 1804 a Hackney, villaggio a nord di Londra. Figlio di John Pritchard e Ann Fleetwood, viene educato alla St. Saviour's Grammar School nel quartiere di Southwark.
Durante la sua giovinezza studia presso la bottega del cugino Cornelius Varley, pittore interessato alla scienza che ottenne diversi premi per le sue scoperte (camera lucida, camera oscura, microscopio), come la Isis Gold Medal della Royal Society of Arts e una medaglia per l'invenzione del telescopio grafico alla Great Exhibition del 1851.

### Famiglia (1829-1882)
Nel 1829 Andrew Pritchard sposò Caroline Isabella Straker, dalla quale ebbe molti figli. La moglie era fortemente impegnata nella vita della chiesa che frequentavano. Il loro figlio Henry Baden (1841-1884) fu un chimico, viaggiatore e fotografo; Andrew Gorin un avvocato e un membro importante nell'associazione delle corporazioni municipali. Clive Fleetwood Pritchard, figlio di Andrew Gorin e avvocato, divenne sindaco di Hampstead. Il figlio di Clive, Jack Pritchard (1899-1992), fu il co-fondatore della compagnia di design Isokon. I figli di Caroline e Andrew, Ion e Marian Pritchard, continuarono l'opera dei genitori nella chiesa unitariana di Newington. In particolare Ion fu presidente della Sundey Shool Association, mentre Marian è considerata una delle leader dell’unitarianismo moderno.

## Gli studi con il microscopio
Il microscopio ottico ha dato un notevole contributo nelle scoperte scientifiche e tecnologiche del XIX secolo. Nel 1847 a Londra si era sviluppato un interesse per il microscopio ottico in campo metallurgico, dove veniva usato per controllare la qualità dei metalli. Andrew Pritchard in questi anni vendeva nel suo negozio campioni di ferro e acciaio frantumati per l’esame microscopico. Lavorò alla costruzione di un microscopio per il Royal Arsenal, con cui studiare la ghisa con la quale venivano fabbricati i cannoni. Tuttavia il suo modello di microscopio diventò presto obsoleto, perciò Pritchard non raggiunse una posizione di rilievo nelle scoperte scientifiche nel lungo periodo. Il suo microscopio è composto da un pilastro cilindrico posizionato sul piede piatto di un treppiede. Un montante interno sporge verso l'alto ed è tenuto in posizione da un collare di serraggio. Il braccio cilindrico è portato su un giunto a compasso. Un pignone e una cremagliera allungano una barra, con una sezione trasversale triangolare, dall'interno del braccio che porta il tubo del corpo su un braccio. Un collare a vite all'estremità inferiore del corpo può estendere e ritrarre il naso per una messa a fuoco precisa. Il palco meccanico ha una piastra rettangolare con una staffa su due pioli per contenere i vetrini. Una fase circolare a molla si attacca al foro del palcoscenico con un attacco a baionetta. Una manica scorrevole porta lo specchio concavo in una montatura a ferro di cavallo all'estremità inferiore dell'arto. Un disco di gesso è sul retro dello specchio.
Nel 1830 Pritchard collaborò con C.R. Goring per la composizione di un libro illustrato che mostra i microrganismi visibili con il microscopio.
Nel 1835 pubblicò uno dei suoi libri più significativi, List of 2000 Microscopic Objects, mentre nel 1841 uscì History of the Infusoria, che fu a lungo un'opera di riferimento, successivamente ampliata da John Ralf, botanico con cui Pritchard collaborava, e da altri scienziati.

## Unitarianismo
Durante la sua vita ebbe opinioni anticonvenzionali sulla religione, poiché sosteneva che scienza e religione fossero una cosa sola.
Durante il periodo di istruzione trascorso con i Varley frequentò la Glasite, una piccola chiesa cristiana.
Successivamente divenne unitariano, poiché condivideva i principi base di questo movimento: libertà di religione e automiglioramento. Per questo motivo non poté frequentare l’università, perché le uniche due esistenti, Oxford e Cambridge, accettavano solo membri della Chiesa Anglicana. Dopo il matrimonio entrò nella congregazione della Newington Green Unitarian Church, di cui presto diverrà uno dei membri più importanti. Fra il 1850 e il 1873, periodo in cui ricoprì la carica di tesoriere, la congregazione ricevette il doppio delle donazioni, il che consentì la creazione di una scuola della chiesa per i bambini del villaggio: prima della legge sull’istruzione elementare (Elementary Education Act) del 1870 non esisteva infatti l'istruzione obbligatoria.

## Opere
- (EN) Andrew Pritchard e C.R. Goring, Microscopic illustrations of few new, popular and diverting living objects with their natural history, Whittaker, Treacher, & Co, 1830,  Londra.
- (EN) Andrew Pritchard, The natural history of animalcules: containing descriptions of all the known species of Infusoria; with instructions for procuring and viewing them, Whittaker & Co, 1834,  Londra.
- (EN) Andrew Pritchard e C.G: Goring, Micrografia: containig practical essais on reflecting, solar, oxy-hydrogen gas microscopes; micrometers; eye-pices, &c, &c, Whittaker & Co, 1837,  Londra.
- (EN) Andrew Pritchard, Microscopic objects, animal, vegetable and mineral; with instructions for preparing and viewing them, Whittaker, 1847,  Londra.
- Altri progetti(EN) Andrew Pritchard e C.G. Goring, Notes on natural history : selected from the Microscopic cabinet, Wittaker & Co, 1844,  Londra.
- (EN) Andrew Pritchard, A history of Infusoria, living and fossil: arranged according to "Die Infusionsthierchen" of C.G. Ehrenberg, Whittaker, 1845,  Londra.
- (EN) Andrew Pritchard, The microscopic cabinet of select animated objects : with a dexcription of the jewel and doublet microscope, text objects, &c., Whittaker, 1832,  Londra.
- (EN) Andrew Pritchard, A general history of animalcules, including their appearances and localities and the methods of capturing, viewing and preserving them, Whittaker, 1851,  Londra.
- (EN) Andrew Pritchard e C.G. Goring, Microscopic illustrations of living objects : their natural history &c. &c. with researches concerning the most eligible methods of constructing microscopes, and instructions for using them, Whittaker, 1840,  Londra.
- (EN) Andrew Pritchard e C.G. Goring, Notes on natural history : selected from the Microscopic cabinet, Whittaker, 1844,  Londra.
- (FR) Andrew Pritchard e Chevalier Charles, 300 animalcules infusoires, dessinés à l'aide du microscope, C. Chevalier, 1838,  Parigi.
- (EN) Andrew Pritchard e Arlidge, J. T. (John Thomas), History of infusoria, including the desmidiaceae and diatomaceae, British and foreign, Whitaker and Co.,  Londra.